# Solveig Guðmundsdóttir
Solveig Guðmundsdóttir född cirka 1430, död cirka 1501, var en isländsk hövdingadotter. Hon var dotter och arvtagare till hövdingen Guðmundur Arason ríki och gdosägaren Vatnsfjarðar-Kristín Björnsdóttir, som var det rikaste paret på Island. Hon är känd för den långa fejd hon hade med sin morbror över kontrollen över sitt arv. 